# 541582 Tothimre
541582 Tothimre este o planetă minoră (asteroid) din centura de asteroizi. A fost descoperită pe 4 octombrie 2011 la Piszkéstetői Obszervatórium⁠(d) de . 
Obiectul prezintă o orbită caracterizată de o semiaxă mare de 2,6196682463544 UAi, o excentricitate de 0,1742532885229, o înclinație de 15,222678733541 ° în raport cu ecliptica.